# Jasznij űrrepülőtér
A Jasznij űrrepülőtér (oroszul: космодром Ясный, magyar átírásban: koszmodrom Jasznij) Oroszország Orenburgi területén, Jasznij településtől 6 km-re északra, a Dombarovszkij rakétabázis területén található űrrepülőtér. Az orosz Védelmi Minisztérium kezelésében lévő űrrepülőteret a Koszmotrasz cég használja az orosz–ukrán Dnyepr hordozórakéták kereskedelmi célú indítására.

## Története

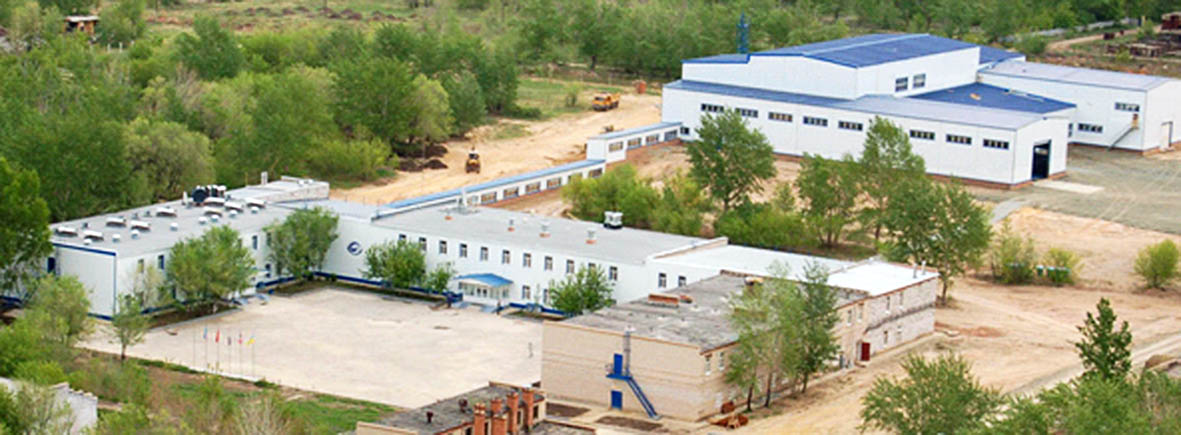
A Koszmotrasz cég kiszolgáló komplexuma (összeszerelő és teszt-csarnok, kiszolgáló létesítmények, szálloda) Jasznij településen

Az Orenburgi területen elhelyezkedő rakétabázist az interkontinentális ballisztikus rakéták Szovjetunió-beli tömeges hadrendbe állítása idején, az 1960-as évek közepén építették. A bázison a szovjet Hadászati Rakétacsapatok 31. rakétahadseregének alárendeltségébe tartozó 13. rakétahadosztály települt. A hadosztály hivatalosan 1964-ben (más források szerint 1965-ben) alakult meg, majd később az 1970. június 8-án megalakult 31. rakétahadsereg alárendeltségébe került. A hadosztályt a hadrendbe állított szovjet rakétákkal, az R–36 (RSZ–20) típusú, silókba telepített interkontinentális ballisztikus rakétákkal szereltek fel. 1974-től telepítették az R–36M, 1979-től az R–36M UTTH, majd 1988-tól az R–36M2 változatokat. A bázishoz a legnagyobb kiépítésében 64 rakétasiló tartozott. Az aktív silók száma a 2000-es évek elejére 50 körülire (2004-ben 52 db) csökkent. Napjainkban a bázison főként R–36M2 típusú rakéták állnak szolgálatban.
A 2000-es évek elején a rakétabázis területén kialakítottak egy űrrepülőteret, amely a szolgálatból kivont R–36-os rakétákból átalakított orosz–ukrán Dnyepr típusú hordozórakéták kereskedelmi célú indítására alkalmas. A rakétákat a hadosztály parancsnoki harcálláspontja közelében található silókból indítják. Az űreszközök tesztelésére, a rakéta-végfokozattal és az orrkúppal történő összeszerelésére egy nagytisztaságú helyiséggel rendelkező összeszerelő csarnokot építettek fel Jasznij településen. Az indítandó űreszközöket a közeli Orszk repülőterére repülőgéppel szállítják, majd onnan közúton jut el Jasznijba. A Dnyepr rakéták kereskedelmi indítását a kazah–orosz–ukrán Koszmotrasz cég szervezi.
Az R–36-os rakétával 2004. december 22-én végeztek egy tesztindítást Jasznijból, melynek célja a rakéták élettartam-meghosszabbításának ellenőrzése, valamint a kereskedelmi célú indításokra történő felhasználás vizsgálata volt. A rakétát keleti irányba indították, a szállított makett a Kamcsatkán csapódott be.
Az első éles, kereskedelmi célú indítást 2006. július 12-én hajtották végre a Jasznij űrrepülőtérről. A Dnyepr hordozórakétával a Genesis I kísérleti űrállomást juttatták Föld körüli pályára.

## Rakétaindítások

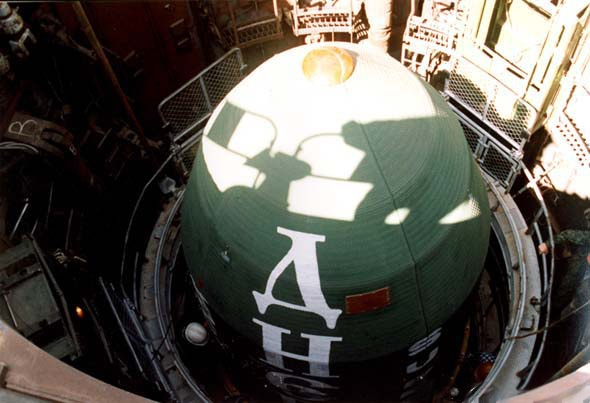
Indításra váró Dnyepr hordozórakéta a silóban a Jasznij űrrepülőtéren

- 2006. július 12. Az első hordozórakéta indítás, egy Dnyepr rakéta, fedélzetén a Genesis I kísérleti űrállomással.
- 2007. június 28. Újabb Dnyepr indítás, a hasznos teher a Genesis–2 volt.

## Tervezett indítások
| Sorszám | Indítás dátuma     | Hasznos teher                 | Megjegyzés                                                              |
| ------- | ------------------ | ----------------------------- | ----------------------------------------------------------------------- |
| 1.      | 2004. december 22. | – (makett)                    | Tesztrepülés. A rakéta 6000 km-es repülés után Kamcsatkán csapódott be. |
| 2.      | 2006. július 12.   | Genesis I kísérleti űrállomás | Sikeres indítás.                                                        |

- 2008 júniusában THEOS földfigyelő műhold indítása Dnyepr rakétával.
- 2008 folyamán újabb Dnyepr fellövés DubaiSat–1, Deimos–1, UK–DMC–2, Nanosat1B műholdakkal.
- 2008-ban harmadikként 5 Rapideye műhold repül még Dnyeprrel.

## Külső hivatkozások
- A Jaszni űrrepülőtér a Koszmotrasz cég honlapján Archiválva 2011. április 15-i dátummal a Wayback Machine-ben
- Fényképek Jasznijról
- russianspaceweb
- astronautix.com